# 知識情報団地駅
知識情報団地駅（チシク・チョンボダンジえき）は、大韓民国仁川広域市延寿区にある仁川交通公社1号線の駅である。駅番号は(I135)。

## 駅構造
- 相対式ホーム2面2線の地下駅。

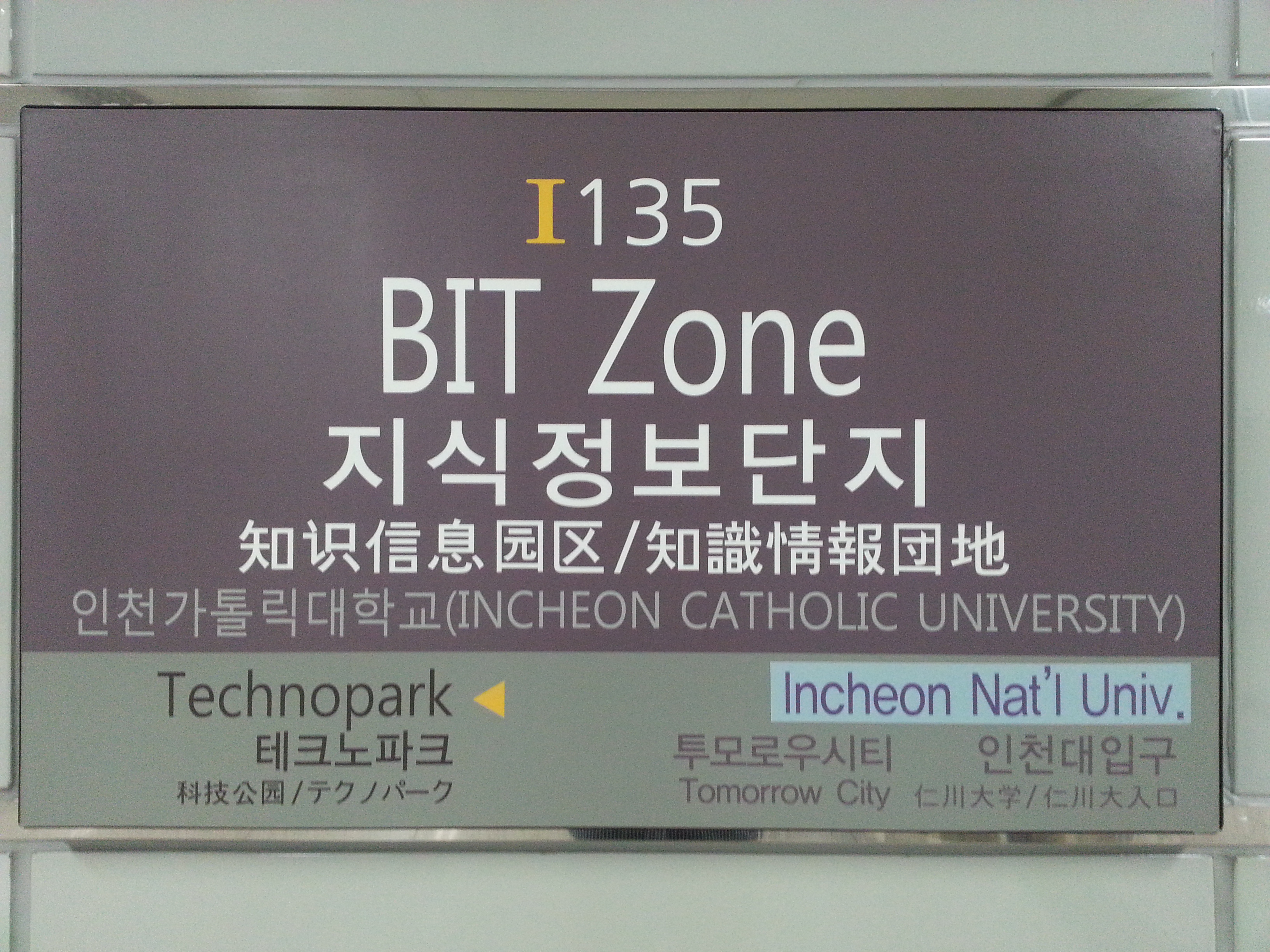
駅名標（2014年5月）

## 駅周辺
- ウェルカウンティ
- 仁川カトリック大学校
- 弥鄒忽公園
- 海松初等学校
- 海松中学校
- 仁川海松高等学校

## 歴史
- 2009年6月1日 - 開業。

## 隣の駅
仁川交通公社
●1号線
テクノパーク駅 (I134) - 知識情報団地駅 (I135) - 仁川大入口駅 (I136)